# Ischigualastia
Ischigualastia – monotypowy rodzaj wymarłych terapsydów z grupy dicynodontów. Jedynym znanym przedstawicielem jest Ischigualastia jenseni, którego kopalne ślady istnienia odkrył C. Barry Cox z 
King’s College London Uniwersytetu Londyńskiego. Odkrycia dokonał podczas prac paleontologicznych na terenie formacji Ischigualasto w argentyńskiej dolinie Ischigualasto, 2 km na północ od Agua de la Peña (prowincja San Juan). Informację o odkryciu, wraz z pierwszym opisem tych dicynodontów opublikował na łamach Breviora w 1962. Zwierzęta te żyły w piętrze karniku w późnym triasie. I. jenseni był dużym zwierzęciem. Jego czaszka miała 55 cm długości i 46 cm szerokości.